# Џао Јуенжен
Јуенжен Џао или Јуен Жен Џао (упрош: 赵元任; трад: 趙元任; пин: Zhào Yuánrèn; Тјенцин, 3. новембар 1892 — Кембриџ, 25. фебруар 1982) је био америчко-кинески лингвиста и аматерски композитор. Дао је важан допринос модерном проучавању кинеске фонологије и граматике.
Осим што је помогао у обликовању Гвоји Ромадзија, система кинеске латинизације, такође има заслугу за изум писма за транскрипцију тонске варијације у говорним језицима.

## Биографија
Рођен у Тјенцину са пореклом из Чангџоуа, Провинција Ђангсу, Џао је отишао у САД са Стипендијом за накнаду боксерске побуне у 1910. да студира математику на Универзитету Корнел, прелазећи на филозофију касније. Он је зарадио његов докторат из филозофије од Универзитета Харвард.
Док је био у колеџу, његов интерес се окренуо музици и језику. Он је причао њемачки и француски течно и нешто јапанског, и он је могао читат грчки и латински језик. Он је служио као Бертранд Раселов преводилац када тај познати британски филозоф посетио Кину 1920. У својој: „Моја лингвистичка аутобиографија“, он је писао о његовој способности да научи кинеско нарјечје брзо, без пуно труда.
Вратио се у Кини 1920, да предава наставу у Универзитету Цингхуа. Годину дана касније он се вратио у Сједињене Државе да учи у Харварду. Он се опет вратио у Кину 1925, да предаје у Цингхуау. Он је почео водити лингвистичу студију језика по Кини за Институт историје и филологије у Академији Синика од 1928. надаље. Током тог периода, он је сарађивао са Луо Чангпеиом и Ли Фангуиом, друга два водећа кинеска лингвиста његове генерације, да изведе у кинеском Бернхард Карлгренов монументалан рад Etudes sur la Phonologie Chinoise (издано у 1940).
Он је отишао у САД 1938. године, а након тога борави тамо. У 1945, он је служио као председник Лингвистичког друштва Америке, и посебно издање друштвеног часописа Језик је посвећена њему у 1966. Он је постао амерички држављанин 1954. Годинама 1947—1960, предавао је у Универзитету Калифорније у Берклију, где је 1952. постао Агасизки професор оријенталних језика.
Био је ожењен са љекарком Бувеи Јанг Џао, можда најпознатија као аутор: „Како кувати и јести у кинеском“–расправа о кинеској кухињи. Јуенжен Џао слободно нуди увид кроз њену књигу, нудећи увид какав однос су имали заједно. Оба су били познати по добрим осећањем за хумор, он поготово за његов љубав за довитљиве вицеве и игре речи: објавили су породичну историју под називом: „Живот са Хаосом: аутобиографија једне кинеске породице“.
Касније у свом животу, он је био позван од стране Денг Сјаопинга на повратак у Кину. Џао и његова жена су се вратили у Кину 1973. по први пут после 1940-их. Он је посетио Кину опет између маја и јуна 1981, након што је његова супруга уминула у марту исте године. Умро је у Кембриџу, Масачусетс. Његова ћерка Рулен Џао Пијен
(赵如兰/趙如蘭), рођена 1922, је била професор источноазијских студија и музике у Харварду.

## Рад
Када се био у САД 1921, Џао је снимио стандардни мандарински изговор на грамофонским плочама која су била расподељена национално, како је било предложено од стране Комисије на уједињење изговора.
Он је аутор једне од најважнијих стандардних модерних дела кинеске граматике: „Граматика говорног кинеског језика“ (Беркели: Универзитет Калифорнија, 1968), која је била преведена на кинеском одвојено од стране Лу Шусјанга (Lü Shuxiang, 吕叔湘) 1979. године и од стране Тинг Панг-хсина (丁邦新) 1980. Била је експанзија граматичких поглавља у његовим ранијим уџбеницима мандарински буквар и кантонски буквар. Био је коаутор Сажет речник говорног кинеског језика, који је био први речник да бележи кинеске знакове као везане (користе се само у многосложним речима) или слободне (дозвољени као једносложне речи).
Његов превод Луис Керолове „Алиса с оне стране огледала“ где је покушао сачувати све игре речи у оригиналном, још увек се сматра класично дело.
Он је такође написао: „Песник лавождер у каменом скровишту“. Овај кинески текст се састоји од 92 знакова, сви са звуцима shī, shí, shǐ и shì (дијакритици показују четири тона мандаринског). Када је писано користећи кинеске знакове текст може се разумети, али је нераэумљив кад се чита гласно, и зато нераэумљив и на папиру кад је написано у латинизованом облику. Овај пример се често користи као аргумент против романизација кинеског. У ствари, текст је био аргумент против романизације класичног кинеског и Џао је заправо био за романизацију за писање савременог кинеског нарјечја (он је био један од дизајнера Гвоји Ромадзиха).
Његова композиција Како не би могао помоћ размишљати о њој (教我如何不想她, jiāo wǒ rúhé bù xiǎng tā; Тјенцин, 3. новембар 1892) је био „поп хит“ 1930-их у Кини. Текст песме је од Лиу Банонга, други лингвиста, који је познат по ковању кинеске заменице ta (她).